# محمد علي شاه
مُحَمَّد عَلِي شَاه القَاجَارِيّ (بالفارسية: محمد علی شاه قاجار) (21 حزيران (يونيو) 1872 - 5 نيسان (أبريل) 1925) هو الشاه السادس وقبل الأخير للدولة القاجارية. لم يدُم مُلكه طويلًا، وقد عُرف بمعارضته للمشروطة كما شهد عهده إغلاق الجمعيَّة الوطنيَّة وعودة الحُكم المُنفرد للذات الشاهانيَّة.
في عهدِه زاد الترف والبذخ، واستدانت الحكومة الكثير من الأموال على شكل قروض، واتفقت إنجلترا وروسيا على اقتسام مناظق النفوذ في إيران بينهما وحاول الشاه استعادة السلطة، ودعمه الروس.

## عائلته
- أحمد ميرزا القاجاري
- حسين علي ميرزا إعتضاد السلطنة[5]
- محمد حسن ميرزا[6]
- سلطان محمود ميرزا
- سلطان مجيد ميرزا
- آسيا خانم